# Collingham (Nottinghamshire)
Collingham is een civil parish in het bestuurlijke gebied Newark and Sherwood, in het Engelse graafschap Nottinghamshire.

## Galerij

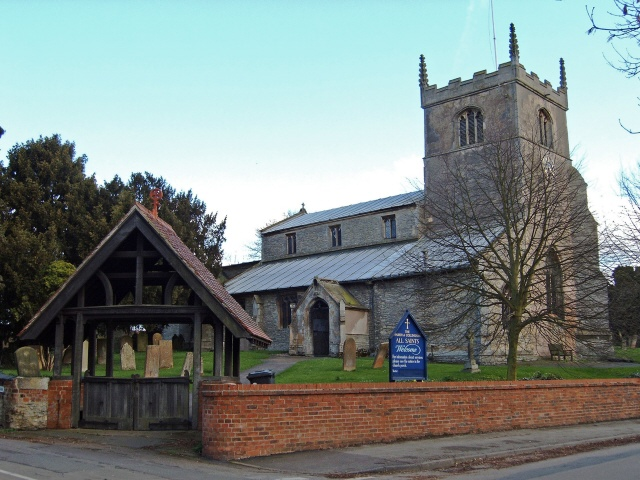
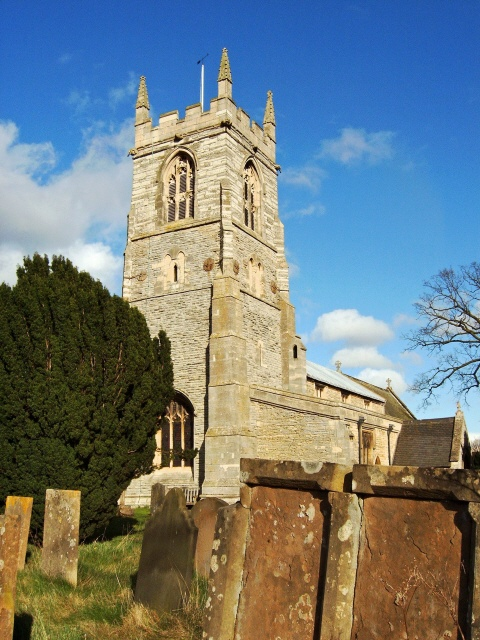
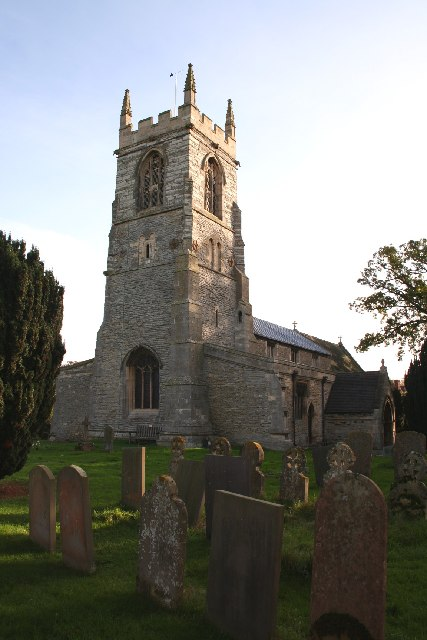